# Argynnis hakutozana
Argynnis hakutozana är en fjärilsart som beskrevs av Matsumura 1927. Argynnis hakutozana ingår i släktet Argynnis och familjen praktfjärilar. Inga underarter finns listade i Catalogue of Life.